# Тойсі-Паразусі
То́йсі-Паразу́сі (рос. Тойси-Паразуси, чув. Туçа) — присілок у складі Ібресинського району Чувашії, Росія. Входить до складу Климовського сільського поселення.
Населення — 658 осіб (2010; 723 у 2002).
Національний склад:
- чуваші — 98 %